# Awad Saud Awad
Awad Saud Awad, född 1943 i Jub Jusef-Safad i Palestina, är en palestinsk författare och journalist. Han har publicerat  tre romaner, tretton novellsamlingar och två böcker om palestinsk folklore. 

## Biografi
Awad Saud Awads familj flydde till Syrien 1948. Han bodde i flyktinglägret Khan al-Shih. Han tog 1971 en Bachelor of Arts i historia vid Damaskus universitet. År 1970 gifte han sig med palestinskan Mariam Al-Hamed från Libanon. Makarna har fem barn. Han arbetade 1968–1996 som lärare i FN:s hjälporganisation för Palestinaflyktingar (UNRWA) i Damaskus.
Han började sitt skrivande i slutet av 1970-talet och utgav 1981 en novellsamling för barn, En resa till Andromedagalaxen. Samma år blev han medlem av det palestinska författar- och journalistförbundet och 1989 blev han medlem av det arabiska författarförbundet. Han var ordförande i dess skönlitterära sektion i Damaskus 2005–2006 och 2009–2010. Han är även en framträdande arabisk litteraturkritiker.
Han deltog aktivt i planerandet och genomförandet av den palestinska folkloreveckan under 1980-talet och han var ansvarig av det palestinska Folklore Heritage konstnärliga förbundet 1988-1994. Han grundade det palestinska folklorecentret i Damaskus och var chef för detta 1991-1996.

### Romaner
1. Främmande i halvväg, Awad S. Awad, f örlag: den arabiska författarförbundet, Damaskus - 2006.
2. Blomning av Qandoul, Awad S. Awad, förlag: den arabiska författarförbundet, Damaskus 1997.
3. Farvälet, Awad S. Awad, förlag: den arabiska författarförbundet, Damaskus 1987[5].

### Studier
1. Palestinska Folklore uttryck, Awad Saud Awad, förlag: Dar Kanaan, Damascus 1993.
2. Studier i palestinska Folklore, Awad Saud Awad, publisher: Institutionen för medier och utbildning, Damascus 1983.

### Noveller
1. Palestinska berättelser, Awad Saud Awad, utfärdas av av Arab Writers Union, Damaskus 2024.[6].
2. Fjärilens och rosens omfamning, Awad Saud Awad, utfärdas av Syriens allmänna bokmyndighet - Kulturministeriet, Damaskus 2021.[7].
3. Soluppgångsvågens resa, Awad Saud Awad, Noveller, Utgivare: Arab Writers Union, Damaskus 2021.
4. Kärlekens labyrint, Awad S. Awad, utfärdas av ministeriet för kultur, Damascus 2019.
5. En tupplur Ash, Awad S. Awad, förlag: den arabiska författarförbundet, Damascus 2011.
6. Henna Travel, Awad S. Awad, förlag: den arabiska författarförbundet, Damascus 2009.
7. Natten flod, Awad S. Awad, förlag: den arabiska författarförbundet, Damascus 2005.
8. Uppskjutna skratt, Awad S. Awad, utfärdas av ministeriet för kultur, Damascus 2004.
9. Belysning på väggen minne, Awad S. Awad, förlag: den arabiska författarförbundet, Damascus 2002.
10. Väntan, Awad S. Awad, förlag: den arabiska författarförbundet, Damascus 1994.
11. Frihet farkost, (för barn), Awad S. Awad, förlag: Dar el-Sheikh, Damascus 1988.
12. Palm och Bananträd, (för barn), Awad S. Awad, Damascus 1983.
13. En resa till Andromedagalaxen (för barn), Awad S. Awad, Damascus 1981.